# Stazione di Clapton
La stazione di Clapton è una stazione situata lungo la tratta in comune tra la ferrovia Londra-Cambridge e la diramazione per Chingford delle ferrovie della Valle del Lea. L'impianto serve il quartiere di Upper Clapton, nel borgo londinese di Hackney.

## Movimento
La stazione è servita dalla diramazione per Chingford della relazione Liverpool Street-Enfield Town/Cheshunt/Chingford della London Overground, erogata da Arriva Rail London per conto di Transport for London.